# Selección de fútbol sub-20 de Marruecos
La selección de fútbol sub-20 de Marruecos es el equipo que representa al país en la Copa Mundial de Fútbol Sub-20 y en el Campeonato Juvenil Africano; y es controlada por la Real Federación Marroquí de Fútbol.

## Palmarés
- Campeonato Juvenil Africano: 1

1997
- Campeonato Árabe Sub-20: 1

2011
- Juegos de los Francoparlantes: 1

2001
- Juegos de la Solidaridad Islámica: 1

2013

## Estadísticas

### Campeonato Juvenil Africano
- de 1979 a 1985: No clasificó
- 1987: 3.º Lugar
- de 1989 a 1995: No clasificó
- 1997: Campeón
- de 1999 a 2001: No clasificó
- 2003: Fase de grupos
- 2005: 4.º lugar
- de 2007 a 2019: No clasificó
- 2021: Cuartos de final
- 2023: No clasificó
- 2025: Disputándose

### Mundial Sub-20
- 1977: Fase de grupos
- de 1979 a 1995: No clasificó
- 1997: 2.ª ronda
- de 1999 a 2003: No clasificó
- 2005: Cuarto lugar
- de 2007 a 2023: No clasificó
- 2025: Clasificado